# لي كولينز (لاعب كرة قدم بريطاني)
لي كولينز (بالإنجليزية: Lee Collins)‏ (10 سبتمبر 1977 ببرمنغهام في المملكة المتحدة - ) هو لاعب كرة قدم بريطاني في مركز الدفاع. لعب مع أستون فيلا وستوك سيتي وكامبريدج يونايتد وهنكلي يونايتد ‏ وSolihull Moors F.C. ‏ ونادي موور غرين لكرة القدم.

## وصلات خارجية
- لي كولينز على موقع قاعدة بيانات كرة القدم.إي يو (الإنجليزية)
- لي كولينز على موقع Soccerbase.com (لاعب) (الإنجليزية)